# Касым (праздник)
Kaсым (также Касим, Aй Димитри 'Дмитриев день', гаг. Kasım) — гагаузский народный праздник, отмечаемый 26 октября (8 ноября). Считался началом зимы и окончанием скотоводческого сезона.

## Обряды дня
В праздник Касым хозяева производили расчет с пастухами и другими работниками за летний сезон и нанимали их на новый срок.
К празднику гагаузы заканчивали все виды работ на приусадебных участках, во дворе наводили порядок, а в погребе отстаивалось свежее вино. По древнему обычаю на праздник Касым хозяева, имевшие значительное число овец, совершали жертвоприношение животного (курбан) с целью «обеспечить» здоровье и сохранность скота на период зимы. В этот день в родительский дом съезжаются дети и внуки.
Праздник Касым у гагаузов связан с представлениями о цикличном делении года на два: от Касыма  до Хедерлеза — зима; от Хедерлеза до Касыма — лето.